# Gilserberg
Gilserberg település Németországban, Hessen tartományban. Lakosainak száma 2901 fő (2023. december 31.). Gilserberg Neustadt és Schwalmstadt községekkel határos.

## Népesség
A település népességének változása:
| Lakosok száma | 3031 | 3009 | 2932 | 2951 | 2901 |
|               | 2017 | 2019 | 2021 | 2022 | 2023 |